# Klinisch onderzoek
Een klinisch onderzoek, klinische studie of klinische trial (Engels: clinical trial) is het testen van behandelingen of andere medische 'interventies' op menselijke proefpersonen. Zulke onderzoeken zijn bijvoorbeeld nodig om de werkzaamheid en veiligheid van (potentiële) nieuwe geneesmiddelen aan te tonen. Een geneesmiddel wordt alleen toegelaten wanneer uit klinisch onderzoek blijkt dat het middel werkzaam is en geen ernstige bijwerkingen vertoont.
Een trial wordt vaak opgezet als gerandomiseerd onderzoek met controlegroep: een deel van de patiënten/vrijwilligers krijgt de beoogde behandeling en een deel een placebo. Wanneer mogelijk (en bij geneesmiddelen vrijwel altijd) wordt het onderzoek ook dubbelblind uitgevoerd: noch de patiënten, noch de artsen die de toediening verzorgen, weten wie het echte middel krijgt toegediend en wie een placebo.
Onderzoeken kunnen worden uitgebreid of stopgezet wanneer daar reden toe is. Soms blijkt een behandeling zo succesvol dat het onethisch zou zijn de behandeling nog langer te onthouden aan de controlegroep. Maar het kan ook blijken dat de bijwerkingen zo ernstig zijn en zo vaak voorkomen dat de (mogelijke) werkzaamheid daar niet tegen opweegt.
Klinische onderzoeken vormen een van de pijlers onder de zogeheten evidence-based medicine.

## Nieuwe geneesmiddelen
Voor onderzoek naar nieuwe geneesmiddelen geldt dat er meestal al vele jaren van preklinisch onderzoek zijn voorafgegaan aan het eerste klinische onderzoek. Daarbij is onder meer de werking van het geneesmiddel in vitro vastgesteld, en is er zowel in vitro als bij dieren al gekeken naar de toxicologie van het middel.
In het traject om een geneesmiddel op de markt te brengen, worden vijf fasen van klinische onderzoeken onderscheiden:
Fase 0
Het middel wordt voor de eerste maal aan mensen toegediend, meestal een groep van 10 tot 15 gezonde vrijwilligers. Er wordt vaak met kleine doses gewerkt, die veel lager zijn dan men uiteindelijk verwacht nodig te hebben voor de behandeling. Er wordt gekeken naar farmacokinetiek en farmacodynamiek.
Fase I
Fase I-onderzoeken zijn bijna uitsluitend gericht op de veiligheid van het middel. De proefpersonen zijn vaak gezonde vrijwilligers. Men kijkt naar farmacokinetiek en farmacodynamiek (bijvoorbeeld de halveringstijd) en probeert te bepalen wat de veilige grenzen zijn van de dosering. Ook wordt gekeken naar bijwerkingen van het middel, maar de kleine omvang van de groep (meestal niet meer dan 100) betekent dat lang niet alle mogelijke bijwerkingen zullen worden opgemerkt.
Fase II
In deze fase wordt voor het eerst naar de werkzaamheid gekeken. Men probeert de juiste dosis te vinden die voor de behandeling noodzakelijk is, en er moet na afloop enig bewijs zijn dat het middel werkt. In deze fase wordt het middel vaak voor het eerst ook aan patiënten toegediend.
Fase III
De werkzaamheid moet worden aangetoond met voldoende significantie. De groep is daarom aanzienlijk groter dan in de voorgaande fasen. Als de werkzaamheid is aangetoond en er ook in deze fase geen onacceptabele bijwerkingen optreden, kan het middel worden toegelaten op de markt.
Fase IV
Ook nadat een middel is toegelaten, blijft onderzoek naar werkzaamheid en veiligheid doorgaan, nu op basis van 'gewone' behandelingen. Soms blijven weinig voorkomende maar ernstige bijwerkingen onopgemerkt in fase III maar komen zij wel naar boven wanneer het middel op grote schaal wordt toegepast.

## Europese regelgeving
Klinische onderzoeken werden geregeld door de richtlijn 2001/20/EG, intussen vervangen door verordening 536/2014. Er is echter een ruime overgangsperiode van drie jaar voorzien.  